# Metrobrücke (Kiew)
Die Metrobrücke (ukrainisch Міст Метро/Mist Metro, russisch Мост Метро/Most Metro) ist eine Bogenbrücke über den Dnepr im Zentrum der ukrainischen Hauptstadt Kiew.
Die kombinierte Straßen- und U-Bahnbrücke befindet sich nahezu an der Stelle der hier bis 1920 stehenden Nikolaus-Kettenbrücke. Sie führt vom rechten Dneprufer (Metro-Station Dnipro) auf die Wenezianskyj-Insel mit dem darauf liegenden Hidropark (Metro-Station Hidropark).
Chefingenieur der am 5. November 1965 eröffneten Brücke war der Kiewer Brückenbau-Ingenieur Heorhij Fuks.
Die Brücke hat eine Länge von 683 m, eine Breite von 28,9 m und befindet sich 20 m über dem Fluss.

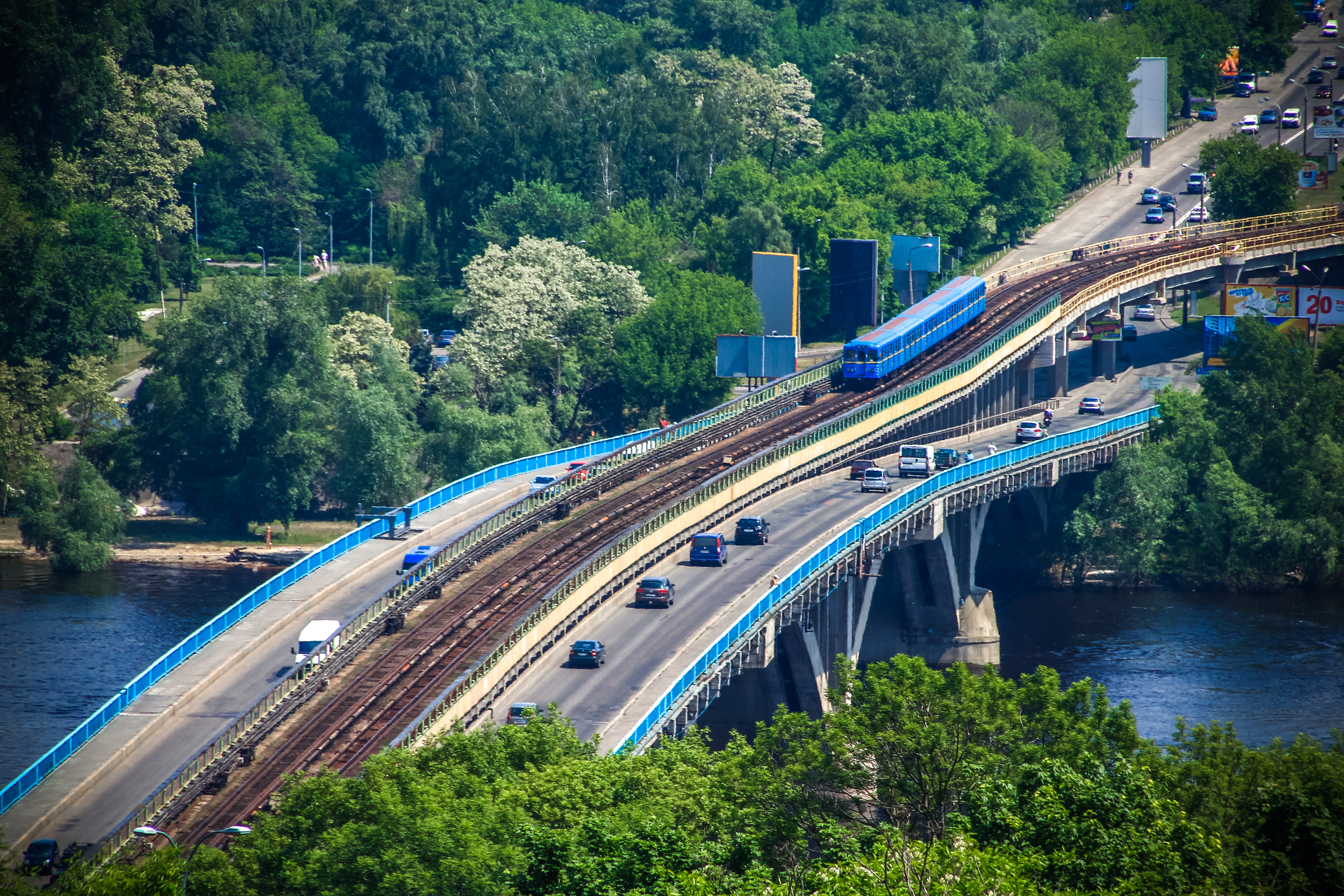
Kiewer Metro und Fahrspuren für den Straßenverkehr auf der Brücke

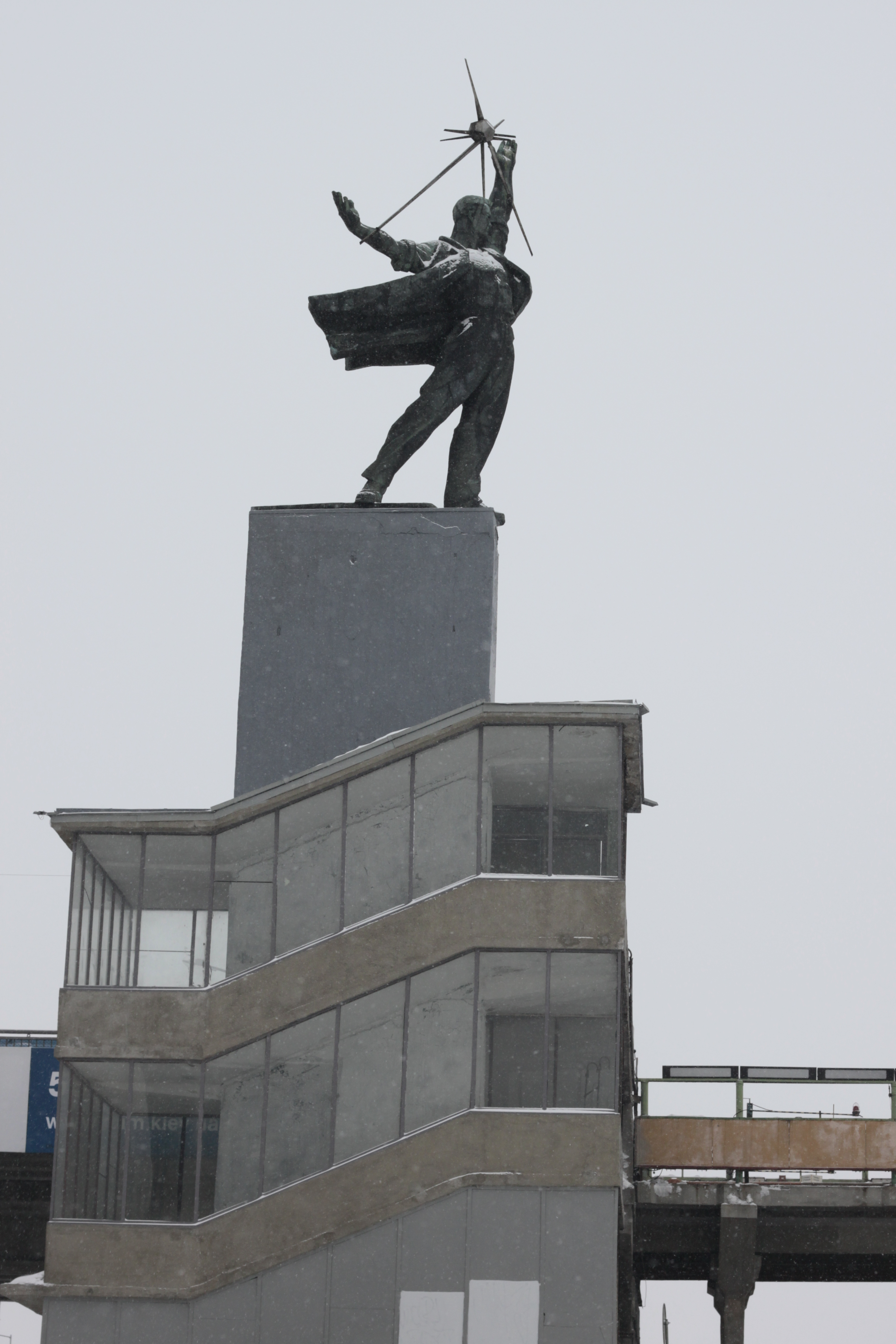
Skulptur an der Metro-Station Dnipro am Beginn der Brücke

Sie besitzt eine zweistufige Struktur. Die beiden Schienenstränge für die Kiewer Metro werden aus einem Tunnel am steilen westlichen Ufer über die am Ufer entlang führende Naberezhne Straße hinweg auf die Brücke geführt. Der Straßenverkehr (N 07) von der Uferstraße hat beiderseits der Metro eigene Fahrstreifen, die  in der Brückenmitte die gleiche Höhe wie die U-Bahn erreichen und auf der anderen Seite wieder auf das Straßenniveau absinken. Auf jeder Seite gibt es zwei Fahrspuren und einen breiten Gehweg.
Sie hat sechs Bögen, auf beiden Seiten einen Halbbogen und auf der östlichen Seiten eine kurze Balkenbrücke über den Deich und den Uferweg. Ihre  Pfeilerachsabstände sind (von Ost nach West): 11,36 + 40,75 + 80,30 + 98,57 + 116,97 + 116,97 + 98,57 + 80,65 + 38,85 m. Die Bögen bestehen jeweils aus zwei Bogenrippen, auf die große Beton-Querträger für die Straßen und die Stützen der Metro aufgeständert sind.
Auf der westlichen Seite wird sie von zwei zu den Bahnsteigen führenden Treppenhäusern begrenzt, die von Monumetalfiguren gekrönt sind und an die der auf einer separaten Brücke liegende U-Bahnhof Dnipro anschließt.